# Улейла дел Кампо
Улейла дел Кампо (на испански: Uleila del Campo) е населено място и община в Испания. Намира се в провинция Алмерия, в състава на автономната област Андалусия. Общината влиза в състава на района (комарка) Лос Филабрес Табернас. Заема площ от 39 km². Населението му е 1015 души (по данни от 2010 г.). Разстоянието до административния център на провинцията е 55 km.

## Демография
| 1996  | 1998 | 1999 | 2000 | 2001 | 2002 | 2003 | 2004 | 2005 | 2006 |
| ----- | ---- | ---- | ---- | ---- | ---- | ---- | ---- | ---- | ---- |
| 1.007 | 969  | 976  | 977  | 979  | 1007 | 995  | 972  | 988  |      |